# 제133기갑사단 리토리오
제133기갑사단 "리토리오"(이탈리아어: 133ª Divisione corazzata "Littorio")는 제2차 세계 대전에 참전한 이탈리아 육군의 기갑사단이다.
1939년 2차대전 초기 이탈리아에서 기갑사단으로 창설되었으며 서부 사막 전역중 메르사마트루 전투 제1차 엘 알라메인 전투 알람 엘 할파 전투 제2차 엘 알라메인 전투에 참가했다.

## 부대 편성
- 사단 본부중대
- 제3기병대대
- 제33전차연대
  - 연대 본부중대
  - 제4기갑대대
  - 제12기갑대대
  - 제51(LI)기갑대대
- 제12베르살리에리연대
  - 연대 본부중대
  - 제21베르살리에리오토바이대대
  - 제23베르살리에리오토바이대대
  - 제36베르살리에리오토바이대대
  - 대전차중대
- 제3포병연대
  - 연대 본부중대
  - 제133포병연대 2포병단
  - CCCII 포병단
  - DLIV 자주포병단
  - DLVI 자주포병단
  - 제29(XXIX)대공포병단
- 공병대대